# Möninsches Haus (Stettin)
Das Möninsche Haus (Polnisch: Kamienica Moninów) ist ein Mietshaus am Rynek Sienny (vor dem Zweiten Weltkrieg: Heumarkt) in der Altstadt der polnischen Stadt Stettin.

## Beschreibung
Das um die Wende des 17. und 18. Jahrhunderts errichtete barocke Mietshaus an der Ecke Sienny-Markts und Sienna-Straße wurde den Gebäuden niederländischer Städte nachempfunden. Der mit Pilastern verzierte, im Mittelteil unterbrochenen Giebel des Gebäudes ist mit einer kleinen Fiale gekrönt. Die Seitenteilen des Giebels werden durch ein Gesims in zwei Stockwerke geteilt und sind mit Stuckdekor dekoriert. Die Giebeldreiecke sind mit Akanthusranken verziert, in denen man kleine Putten nachweisen kann. Das gleiche Rankenwerk findet sich am Westeingang der Jacobikirche, die damals wiederaufgebaut wurde.

## Geschichte
Das Mietshaus verdankt seinen Namen einem Kolonialgeschäft der Familie Mönin aus der Zeit um die Wende vom 19. zum 20. Jahrhundert. Ab 1919 war im Gebäude die Tischlerei von Franz Materna.
Das Mietshaus wurde 1944 während des Zweiten Weltkriegs zerstört. In den Jahren 2002–2009 wurde es im Rahmen des Wiederaufbauprojekts der Altstadt von Stettin rekonstruiert. Die Fassade des Gebäudes wurde anhand alter Holzschnitte und Fotografien originalgetreu gestaltet.